# 米基利斯凱 (舍夫琴科韋市鎮)
49°47′19″N 37°13′38″E / 49.78861°N 37.22722°E
米基利斯凱（烏克蘭語：Микільське）是位於烏克蘭東部的村莊，由哈爾科夫州庫皮揚斯克區的舍夫琴科韦市镇負責管轄。該村始建於1850年，面積0.37平方公里，海拔高度162米，2001年人口30。